# Strange Trails
Strange Trails es el segundo álbum de estudio de la banda de rock indie Lord Huron. Fue lanzado por PIAS Recordings el 7 de abril de 2015 en el Reino Unido, y al día siguiente por Iamsound en Estados Unidos. El álbum recibió críticas positivas de los críticos musicales y se posicionó en las listas de éxitos de Bélgica, Reino Unido, Estados Unidos y Canadá.

## Recepción de la crítica
Strange Trails ha recibido críticas positivas de los críticos musicales. Metacritic, un agregador de reseñas, indica "reseñas generalmente favorables", con una puntuación promedio de 74 sobre 100, basada en 10 reseñas. Rachel Brodsky de Spin llamó al álbum "encantador de principio a fin", elogiando la lírica, las voces y la instrumentación. Abby Johnston de Austin Chronicle escribió: "Si un par de EP de 2010 aproximaron una jungla indómita y el LP debut de 2012, Lonesome Dreams, una casa en los árboles en medio de ella, el segundo álbum completo de Lord Huron, Strange Trails, es la cabaña terminada de Ben Schneider, su pequeña parcela de tierra en la exuberante naturaleza". Matt Conner de Under the Radar destacó "Meet Me in the Woods" como "sin duda el mejor trabajo de Schneider hasta ahora" y, aunque señaló que el álbum era ligeramente inconsistente en calidad, lo elogió en general como "siempre hermoso" y "impactante". Marcy Donelson de AllMusic elogió la "ambiente sereno y narrativa no convencional" del álbum y sus temas, aunque también lo calificó como poco sorprendente. Ben Hogwood de musicOMH habló positivamente de la "fuerza melódica y artesanía compositiva al tiempo que introducía elementos de vulnerabilidad más notorios", aunque criticó parte de la lírica.
John Paul de PopMatters dijo que "Lord Huron logra cumplir con los criterios requeridos por sus influencias más directas y ha creado un álbum que seguramente atraerá a aquellos que están enamorados de Phosphorescent, Fleet Foxes y My Morning Jacket", comparándolo favorablemente con el álbum anterior de la banda. Lee Zimmerman de Blurt dijo que el álbum proporcionaba "mucho en qué pensar, y los tonos espectrales y la atmósfera alucinatoria del álbum sugieren que se necesitarán varias escuchas para procesar completamente todo el esfuerzo". En una reseña más mixta, Bud Scoppa de Uncut declaró que "la mezcla es rica y las interpretaciones enérgicas, pero el sonido delgado y reverberante impide que las pistas impacten en el oído, como si estuvieran micrófonos a distancia en un granero". Christopher T. Sharpe de Drowned in Sound elogió la lírica y las ideas temáticas del álbum, pero criticó las canciones mismas por "quedar cortas". Aunque elogió algunas canciones, principalmente "Hurricane", concluyó que era "como si la banda, después de haberse esforzado en construir el coche desde cero, pintarlo en technicolor y hacer la mezcla perfecta para su viaje por carretera, hubiera llenado medio tanque y dejado las ruedas desinfladas".

## Lista de sencillos
Todas las canciones escritas y compuestas por Ben Schneider. 
| N.º | Título                        | Duración |  |
| 1.  | «Love Like Ghosts»            | 3:44     |  |
| 2.  | «Until the Night Turns»       | 3:47     |  |
| 3.  | «Dead Man's Hand»             | 4:21     |  |
| 4.  | «Hurricane (Johnnie's Theme)» | 2:46     |  |
| 5.  | «La Belle Fleur Sauvage»      | 5:41     |  |
| 6.  | «Fool for Love»               | 4:34     |  |
| 7.  | «The World Ender»             | 4:30     |  |
| 8.  | «Meet Me in the Woods»        | 4:22     |  |
| 9.  | «The Yawning Grave»           | 3:12     |  |
| 10. | «Frozen Pines»                | 3:57     |  |
| 11. | «Cursed»                      | 3:58     |  |
| 12. | «Way Out There»               | 4:10     |  |
| 13. | «Louisa»                      | 3:09     |  |
| 14. | «The Night We Met»            | 3:28     |  |

## Créditos
Créditos adaptados de AllMusic.
Lord Huron
- Ben Schneider – voz principal, guitarras, productor, ingeniero asistente, arte
- Mark Barry – batería, percusión, coros, ingeniería de audio
- Miguel Briseño – bajo, teclados, coros
- Tom Renaud – guitarras, coros
- Jessica Maros – coros

Personal adicional
- Dave Cooley – masterización de audio
- Ben Tolliday – ingeniería de audio
- Rick Parker – mezcla de audio
- Kevin Kinsella – diseño de la portada

## Gráficos
| Listas (2015–2017)                      | Mejor posición |
| --------------------------------------- | -------------- |
| Bélgica (Ultratop flamenca)             | 108            |
| Canadá (Billboard Canadian Albums)      | 16             |
| Reino Unido (UK Albums Chart)           | 95             |
| Estados Unidos (Billboard 200)          | 23             |
| Estados Unidos (Folk Albums)            | 1              |
| Estados Unidos (Independent Albums)     | 2              |
| Estados Unidos (Top Alternative Albums) | 2              |
| Estados Unidos (Top Rock Albums)        | 2              |
| Estados Unidos (Top Tastemaker Albums)  | 8              |

| Lista (2024)                 | Mejor posición |
| ---------------------------- | -------------- |
| Países Bajos (Album Top 100) | 94             |

## Certificaciones
| País           | Organismo certificador | Certificación | Ventas certificadas | Ref.   |
| -------------- | ---------------------- | ------------- | ------------------- | ------ |
| Dinamarca      | IFPI Dinamarca         | Oro           | 10 000              | [ 18 ] |
| Estados Unidos | RIAA                   | Platino       | 1 000               | [ 19 ] |